# Tatico Henríquez
Domingo García Henríquez, más conocido como Tatico Henríquez (30 de julio de 1943 - 23 de mayo de 1976) fue un acordeonista dominicano, referente imprescindible dentro del subgénero musical dominicano conocido como merengue típico. Virtuoso del acordeón, fue un innovador de la música dominicana, al incorporar nuevos instrumentos al conjunto típico.

## Biografía
Hijo de campesinos, creció entre las carencias y limitaciones propias de los hogares pobres. Sus padres fueron Altagracia García y el acordeonista Juan Henríquez alias Bolo, quien lo introdujo en el conocimiento del instrumento. Posteriormente, perfeccionó su técnica con el acordeón con las enseñanzas de Ramón Mezquita.
Tatico comenzó a darse a conocer sobre todo en las festividades religiosas y procesiones de su comarca, fiestas en las que la música folclórica constituía un vivo referente.
En 1966, el Trío Reynoso y a raíz de la muerte de su acordeonista Pedro Reynoso, incorporó a Tatico, quien tocó por primera vez con el grupo en el Teatro Agua y Luz del Centro de los Héroes en Santo Domingo. Posteriormente, abandonó el trío y creó su grupo "Tatico y sus Muchachos".
El 4 de marzo de 1972, se casó con Elba Chaljub Mejía con quien tuvo un hijo, Fary Henriquez.
Tatico murió en un accidente automovilístico en su carro, un Ford Granada en la avenida Estrella Sadhalá en Santiago el 23 de mayo de 1976.

## Carrera musical
Tatico grabó una gran cantidad de merengues típicos, tanto de su autoría como de compositores como Ñico Lora. También grabó merengues tradicionales antiguos, como «El telefonema».
Según el periodista Huchi Lora y el escritor Rafael Chaljub Mejía, tras el ajusticiamiento de Trujillo en 1961, el merengue cayó en una crisis que amenazó con la desaparición del género. No obstante, músicos como Tatico, lo rescataron en su versión urbana. Este joven músico, recogió el merengue folclórico y desde su misma rítmica lo hizo evolucionar hacia una nueva versión.
Tatico transformó la formación del conjunto típico de su época. Estos conjuntos superaban ya en instrumentación a los conjuntos tradicionales conformados por güira, Tambora, acordeón diatónico, una marimba (instrumento que hacía las veces de bajo) y ocasionalmente, un saxofón. No obstante, aunque la banda de Tatico contaba con el acordeón diatónico, la güira y la tambora,  adicionó el empleo de congas, dos saxofones que armonizaban con el acordeón y un bajo eléctrico, sustituyendo a la marimba.
Influenció a toda una generación de intérpretes de la música típica como Fefita la Grande, el Cieguito de Nagua, Rafelito Román, Chiche Bello, Francisco Ulloa y Agapito Pascual, entre otros. El cantante Fernando Villalona,  interpretó una canción como homenaje a su memoria y el 25 de mayo de 2001 fue develado un busto del fenecido merenguero en el parque que lleva su nombre, situado frente al Ayuntamiento Municipal de Nagua.

## Músicos de Tatico
- Güira – Su hermano Julio Henríquez; Domingo Reynoso; Milciades Hernández.
- Tambora – Viejo Ka; Domingo Peña (El Flaco); Manón; El Flechú.
- Saxofón – Félix; Miro Francisco; Danny Cabrera.
- Bajo eléctrico – Manochi; Nolo.

### Tatico Henríquez con Isaías "Saco" Henríquez
Tatico grabó un disco con su hermano Isaías, en el que Tatico se desempeñó solo como cantante mientras Isaías tocó el acordeón. Otros músicos que participaron en este disco fueron Julio Henríquez como güirero, Danny Cabrera como saxofonista y Manochi como marimbero.

## Discografía
- 1970, Merengues..!
- 1971, Merengues..! Vol. 2
- 1972, Merengues..! Vol. 3
- 1974, A Gozar Con Tatico
- 1978, Tatico Interpreta Sus Últimas Grabaciones
- 1980, Los Hermanos Henríquez
- 1981, Sus Últimos Merengues
- 1981, Merengues
- 1989, 20 Éxitos
- 1991, Merengues..!: 15 Éxitos Vol. 2
- 1994, 20 Grandes Éxitos
- 1996, El Disco de Oro
- 1998, Soy Cibaeño
- 2007, Ídolo del Pueblo